# Байтин, Михаил Иосифович
Михаи́л Ио́сифович Ба́йтин (22 декабря 1921 — 13 апреля 2009) — советский и российский учёный-правовед, доктор юридических наук (1973), профессор кафедры теории государства и права Саратовской государственной юридической академии, заслуженный деятель науки Российской Федерации (1995), заслуженный работник высшей школы Российской Федерации (2008).

## Биография
Родился 22 декабря 1921 года в станице Каменская, области Войска Донского (ныне г. Каменск-Шахтинский). В 1940 г. окончил среднюю школу в Москве и поступил в Московский юридический институт. В годы Великой Отечественной войны проходил службу в органах юстиции. Демобилизован 14 марта 1949 года в звании капитана юстиции. С 1948 по 1951 гг. обучался на очной аспирантуре при Московском юридическом институте (по специальности «Теория государства и права»). В 1951 г. под научным руководством профессора Н. Г. Александрова защитил кандидатскую диссертацию на тему: «Осуществление европейскими народно-демократическими республиками функций социалистического государства», в 1973 г. в ученом совете юридического факультета МГУ — докторскую диссертацию на тему: «Государство и политическая власть (теоретическое исследование)». С сентября 1951 г. работал в СЮИ-СГАП, занимая последовательно должности старшего преподавателя, доцента, заведующего кафедрой теории и истории государства и права, а после её разделения — профессора кафедры теории государства и права.
Им опубликовано более 250 научных работ, подготовлено 28 кандидатов юридических наук, из которых 6 стали докторами наук. Созданная им научная школа объединяет более 70 человек.
Михаил Иосифович — ветеран Великой Отечественной войны, был награждён орденом Почета и 8 медалями, почетным знаком губернатора Саратовской области «За любовь к родной земле», нагрудными знаками РАЕН «За развитие науки и экономики» и «Рыцарь науки и искусств».
Умер после тяжелой и продолжительной болезни 13 апреля 2009 года

## Критика
С резкой критикой одной из последних работ М. И. Байтина выступила правовед Л. А. Морозова (доктор юридических наук, профессор МГЮУ им. О. Е. Кутафина). В частности, ею подверглась критике трактовка Байтиным права как меры свободы:

…если человек ведет себя соответственно праву, он действует свободно… И, напротив, если человек выходит за пределы правомерного поведения, сознательно нарушает юридические ограничения, обязанности, запреты, совершает преступление или иное правонарушение, он действует несвободно…

На это Л. А. Морозова высказывает свои возражения:

…в том и в другом случае человек свободно выбирает вариант поведения. Если у него не было свободы воли при выборе, то он не может нести ответственности за совершенное правонарушение. Мера же свободы, на мой взгляд, означает, что предоставляемые человеку полномочия (права) ограничиваются правами и законными интересами других лиц, запретами, установленными законом, интересами безопасности государства и общества…

Л. А. Морозовой критикуется и предложение М. И. Байтина внести изменения в Главу 2 Конституции России. По её мнению, это невозможно, так как Главы 1, 2 и 9 Конституции не подлежат изменению Федеральным Собранием Российской Федерации. Лишь Конституционное Собрание, порядок формирования которого до настоящего времени не установлен, вправе решать такие вопросы.

## Публикации

### Книги
- Байтин М. И. От диктатуры пролетариата — к коммунистическому общественному самоуправлению. — Саратов: Приволжское книжное издательство, 1962. — 68 с.
- Байтин М. И., Гольдман В. С. Если твоё имя дружинник. — Саратов: Приволжское кн. изд-во, 1966. — 148 с.
- Байтин М. И. Идейные истоки и реакционная сущность антикоммунизма в вопросах теории государства. — Саратов: СГУ, 1968. — 84 с.
- Байтин М. И., Гольдман В. С. Народные дружины. — Саратов: Приволжское кн. изд-во, 1969. — 207 с.
- Байтин М. И. Государство и политическая власть. — Саратов: СГУ, 1972. — 239 с.
- Байтин М. И., Фарберов Н. П. Социалистическое государство. Марксистско-ленинская общая теория государства и права. — М.: Юридическая литература, 1972. — 558 с.
- Байтин М. И. Сущность и основные функции социалистического государства. — Саратов: СГУ, 1979. — 302 с.
- Байтин М. И. и др. Вопросы теории государства и права: актуальные проблемы теории социалистического государства и права: межвузовский научный сборник. — Саратов: СГУ, 1983. — 190 с.
- Байтин М. И. и др. Нормы советского права. Проблемы теории. — Саратов: СГУ, 1987.
- Байтин М. И. и др. Общая теория государства и права. Академический курс. — 2-е изд. — М.: Зерцало, 2001. — Т. 1.
- Байтин М. И. Сущность права: [микроформа]: (Соврем. норматив. правопонимание на грани двух веков). — Саратов: СГАП, 2001. — 413 с. — ISBN 5792401535.
- Байтин М. И., Тарасова В. В. Акты судебного толкования правовых норм: юридическая природа и классификация = Acts of judicial interpretations of legal texts. — Саратов: СГАП, 2002. — 149 с. — ISBN 5792402027.
- Вопросы теории государства и права : актуал. проблемы соврем. Рос. государства и права: межвуз. сб. науч. тр. / отв. ред. М. И. Байтин. — Саратов: СГАП, 2003.
- Байтин М. И. и др. Теория государства и права: Курс лекций. — 2-е изд., перераб. и доп. — М.: Юристъ, 2004. — 767 с. — ISBN 5-7975-0269-0.
- Байтин М. И. Сущность права. — М.: Право и государство, 2005. — 543 с. — ISBN 5980330305.
- Байтин М. И. Вопросы общей теории государства и права = Problems of General Teory of State and Law. — Саратов: СГАП, 2006. — 398 с. — ISBN 5-7924-0529-8.

### Статьи
- Байтин М. И. Понятие государства: сущность, назначение, основные признаки и определение. // Вестник СГАП. 2002. № 3.
- Байтин М. И. О понятии государства // Правоведение. 2002. № 3.
- и др…

## Награды

### Государственные награды
- Орден Почёта (1999)[4]
- Медаль «За оборону Москвы» (1944)
- Медаль «За доблестный труд в Великой Отечественной войне 1941—1945 гг.» (1945)
- Медаль «Ветеран труда» (1983)
- Юбилейная медаль «Тридцать лет Победы в Великой Отечественной войне 1941—1945 гг.»
- Юбилейная медаль «Сорок лет Победы в Великой Отечественной войне 1941—1945 гг.»
- Юбилейная медаль «50 лет Победы в Великой Отечественной войне 1941—1945 гг.»
- Юбилейная медаль «60 лет Победы в Великой Отечественной войне 1941—1945 гг.»
- Медаль «В память 800-летия Москвы»
- Медаль «В память 850-летия Москвы»
- Заслуженный деятель науки Российской Федерации (6 января 1995) — за заслуги в научной деятельности[5]
- Заслуженный работник высшей школы Российской Федерации (2008)[6]

### Ведомственные нагрудные знаки
- «Отличник соцсоревнования Наркомтекстиля СССР» (1943)
- Почётный знак «За отличные успехи в области высшего образования СССР» (1981)
- Почётный работник высшего профессионального образования Российской Федерации (1996)

### Региональные награды
- Памятный знак Мэра Москвы «60 лет битвы за Москву»
- Почетный знак Губернатора Саратовской области «За любовь к родной земле»

### Общественные награды
- знак Всесоюзного общества «Знание» — «За активную работу»
- награда РАЕН «За заслуги в развитии науки и экономики»
- награда РАЕН «Рыцарь науки и искусств».

### Биография
- Демидов А. И., Бичехвост А. Ф., Тяпугина Н. Ю., Маторина Е. И. Энциклопедия нашей жизни. — Саратов: СГАП, 2006. — 439 с. — 1500 экз. — ISBN 5-7924-0427-5.
- Щерба С. П., Крутских В. Е., Вайпан В. А. и др. Современные российские юристы. Кто есть кто в юридической науке и практике: справочник. — 3-е изд., перераб. и доп. — М.: Юстицинформ, 2004. — 543 с. — ISBN 5-7205-0513-X.
- Сырых В. М. Видные ученые-юристы России (Вторая половина XX века). Энциклопедический словарь биографий. — М.: РАП, 2006. — 548 с. — ISBN 5939160565.
- 75-летие Михаила Иосифовича Байтина // Правоведение : журнал. — 1996. — № 3(214). — С. 63—64.
- К 85-летию профессора Михаила Иосифовича Байтина // Вестник СГАП : журнал. — 2006. — № 5. — С. 231—232.
- Бициева Т. Н. Михаил Иосифович Байтин: 85 лет со дня рождения и 55 лет педагогической деятельности // Правовая политика и правовая жизнь : журнал. — 2006. — № 4. — С. 223—224.
- Памяти Михаила Иосифовича Байтина, 1921—2009 // Правовая политика и правовая жизнь : журнал. — 2009. — № 2. — С. 223—224.
- Юбилей Михаила Иосифовича Байтина // Государство и право : журнал. — 2002. — № 5. — С. 127—128.

### Критика
- Аверин А. В., Бахтиев Р. Х. Байтин М. И. Сущность права (Современное нормативное правопонимание на грани двух веков). Монография. 2-е изд., доп. М.: ООО ИД «Право и государство», 2005. 544 с.: (Рецензия) // Правоведение : журнал. — 2006. — № 2. — С. 249—255.